# Jing gong
A Jing Gong (magyarul „aranyborjú”) az egyik legújabb és legfeltörekvőbb kínai airsoft-gyártó.

## Történet
Első fegyvereik 2005 őszén jelentek meg, még műanyag gearbox-szal, Ak-47-t, és MP-5-öt gyártottak. 2006 tavaszán kezdtek el fémgearboxos fegyvereket gyártani.

## Típusok
Folyamatosan bővítik a kínálatot, jelenleg az alábbi modellek kaphatóak:
- GBB (Gas Blow Back) pisztolyok
  - Glock 18C (8801)
- MP5-ös család
  - MP5A4
  - MP5J
  - MP5A5
  - MP5SD5
  - MP5SD6
- M4-es család
  - M4A1 betolható tussal
  - M4A1 fix tussal
  - M4A1 behajtható válltámasszal
  - M4A1 CQB
- M16-os család
  - M16A1
  - M16A2
  - M16A3-A4
- AK család
  - AK-47 Beta
  - AK-47-S Beta
  - AK-47 Tactical
- Steyr AUG család
  - AUG A1
  - AUG A2
  - AUG A3
- G36 család
  - G36
  - G36E
  - G36KE
  - G36K
  - G36C
- G3 család
  - G3SG1
  - G3A3
  - G3 RAS
- HK416 család
  - HK416 PEQ akkutartóval
  - HK416 417-es tussal
  - HK416 fix tussal, hosszabb csővel
- SR-25/SR-25K
- Dragunov (AK-ból átalakított Dragunovszerű hibrid)
- M733 Commando
- Sig SG550/552

## Tuning
A hopup gumik gyárilag elég kemények, ezeket érdemes a legelején kicserélni minőségibbre.
Dobozból kivéve körülbelül 350 fps-t bírnak a legújabb Jing Gong-ok, ami már egy M110-es tuningnak felel meg.
A hozzá adott akkumulátor legtöbb esetben jól működik, bírja a tuningot is.
Módosítások nélkül is elbírja az M120-as tuningrugót, pár alkatrész cseréjével az M130-ast is.